# إمباير: الحرب الشاملة
الإمبراطورية: الحرب الشاملة (بالإنجليزية: Empire: Total War) هي لعبة من ألعاب الفيديو مدرجة ضمن سلسلة ألعاب الحرب التي هي من تأليف الجمعية الإداعية في الأستديوهات البريطانية.
وتتميز هذه اللعبة بالواقعية المعتمدة مثلا في المعارك كصوت إطلاق المدافع إلى غير ذلك كما أن الأصدار الجديد منها يضم معارك بحرية بصور ثلاثية الأبعاد ;زيادة على أن الموسيقى المصاحبة للحروب أكثر من رائع كصوت المزامير وقرع الطبول وما إلى ذلك من الطقوس المرسيقية المصاحبة للحروب.

## وقت اللعب
لعبة الأمبراطورية :الحرب الشاملة تركز على القرنين 17م و18 م مع إستراتيجية جديدة بسبب الزمن الذي تدور فيه أحداث اللعبة .
ويبدو أن المعارك البحرية والقلاع ليست لها أهمية كبيرة في فضاء اللعبة ككل ; بالمقارنة مع باقي الأسلحة كما أن المعارك غالبا ما تجري خارج المدن ;وتحدث من وقت لآخر ثوراث يكون لها الثأثير في حدوث اضطرابات داخلية في البلد المعني في اللعبة .
ويبدو أن اللعبة تراعي الجانب التاريخي فالضرائب مثلا لا تدفع الا من طرف النبلاء والبورجوازيون والفلاحين .

## بعض المناطق والقوى الواردة في اللعبة
- الأمبراطورية البريطانية
- الأمبراطورية الفارس
- مملكة فرنسا
- المقاطعات المتحدة
- الأمبراطورية السويدية
- الأمبراطورية العثمانية
- مملكة بروسيا
- الأمبراطورية الروسية
- الأمبراطوية الأسبانية
- جمهورية البندقية
- عشرة مستعمرات